# Lake Sumner
Der Lake Sumner (māori Hokakura) ist ein See etwa 100 km nordwestlich von Christchurch. Er liegt im Lake Sumner Forest Park im Hurunui District der Region Canterbury auf der Südinsel Neuseelands. Der in unbewohntem Gebiet befindliche See wird vom Hurunui River durchflossen, der westlich unterhalb des Harper Pass entspringt.
In der Nähe befinden sich weitere kleinere Seen (Loch Katrine, Lake Sheppard, Lake Taylor, Lake Mason und Lake Marion).
Das Gebiet um den See wird für die Jagd, Wandern, Forellenangeln, Wildwasserkajak und Mountainbikefahren genutzt. Mehrere Hütten des Department of Conservation in der Region stehen für Übernachtungen zur Verfügung. Wegen seiner abgelegenen Lage und des schlechten Straßenzugangs ist das Gebiet aber weniger besucht.